# TRAP1
La proteína 1 asociada al receptor de TNF (TRAP1) es una proteína de choque térmico mitocondrial de 75 kDa codificada en humanos por el gen TRAP1.

## Interacciones
La proteína TRAP1 ha demostrado ser capaz de interaccionar con:
- EXT2[4]
- EXT1[4]
- Proteína del retinoblastoma[5]